# Геракл I Александрійський
Геракл Александрійський (дав.-гр. Ἡρακλῆς Феоклас) — 13-й папа та патріарх Александрійський, керував у 232–248 роках.

## Біографія
Геракл Александрійський народився у сім'ї язичників, які навернулись у християнство після його народження. Вони навчили Геракла грецької та християнської філософії. Він також вивчав чотири Євангелія та послання. Димітрій, 12-й патріарх Александрійський, висвятив його на диякона, а потім на й священика у Александрійській церкві. Геракл був успішним у служінні і вірним у всьому, що йому було довірено. Геракл був спадкоємцем Оригена на посаді керівника Александрійської богословської школи.
Геракл був обраний патріархом Александрійським після смерті Демітрія. Він навернув багатьох язичників, а також присвятив свою діяльність навчанню, проповіді та наставництву. Він доручив Діонісію Великому судити між віруючими та піклуватися про їхні справи. Папа Геракл перебував на «престолі святого Марка» 16 років до своєї смерті.

## Папа Александрійський
Геракл був першим Александрійським Патріархом, якого дійсно називали «Папа» (грецькою Папас), термін, який спочатку був формою звернення, що означало «Отче». Перший відомий запис про цей титул Геракла зустрічається в листі, написаному Діонісієм Великим римському пресвітеру Філімону:
τοῦτον ἐγὼ τὸν κανόνα καὶ τὸν τύπον παρὰ τοῦ μακαρίου πάπα ἡμῶν ἡμῶν ἡμῶν ἡμῶν ἡμῶν ἡμῶν ὸν 
[Я отримав це правило та розпорядження від нашого благословенного Папи Геракла]